# Shin Daewe
Shin Daewe (birmanisch ရှင်ဒေဝီ; * 1973 in Rangun als Cho Cho Hnin (ချိုချိုနှင်း)) ist eine myanmarische Dokumentarfilmerin. Mehrere ihrer Filme sorgten international für Anerkennung. Daewe ist derzeit (Stand 11. Januar 2024) inhaftiert.

## Leben
Shin Daewe wuchs in einem politisch und sozial turbulenten Umfeld auf. Sie widmete sich früh dem Dokumentarfilm als Mittel des künstlerischen und politischen Ausdrucks. Sie etablierte sich als eine bedeutende Dokumentarfilmerin und drehte über 15 Dokumentarfilme, die internationale Anerkennung erhielten.

## Wirken
Shin Daewes Dokumentarfilme, darunter Now I Am 13, Rahula, Take Me Home und Brighter Future, wurden international gefeiert; sie beleuchten oft soziale und politische Themen in Myanmar. Sie wurde bereits Anfang der 1990er-Jahre zweimal kurzzeitig wegen der Teilnahme an pro-demokratischen Demonstrationen inhaftiert. Sie wurde im Oktober 2023 in Yangon festgenommen, als sie eine Drohne für Filmaufnahmen abholen wollte. Ein von der Militärjunta kontrolliertes Gericht verurteilte sie später zu lebenslanger Haft wegen angeblicher „Finanzierung und Beihilfe zum Terrorismus“. Berichten zufolge wurde Shin Daewe nach ihrer Festnahme verhört und gefoltert.

## Filmografie
Filme
- 2008: An Untitled Life
- 2009: Brighter Future
- 2010: Robe
- 2013: Take Me Home
- 2013: Now I'm 13
- 2017: Yangon, the City Where We Live